# Динитрид дисеры
Динитрид дисеры — бинарное неорганическое соединение
серы и азота
с формулой S2N2,
летучие бесцветные кристаллы с неприятным запахом.

## Получение
- Разложение при нагревании в вакууме паров тетранитрида тетрасеры [1]:

{\displaystyle {\mathsf {S_{4}N_{4}\ {\xrightarrow {300^{o}C,Ag_{2}S}}\ 2S_{2}N_{2}}}}

## Физические свойства
Динитрид дисеры образует бесцветные кристаллы
моноклинной сингонии, пространственная группа P 21/c, параметры ячейки a = 0,4485 нм, b = 0,3767 нм, c = 0,8452 нм, β = 106,43°, Z = 2
.
Растворяется в спиртах, бензоле, диэтиловом эфире, тетрахлоруглероде, ацетоне, тетрагидрофуране, диоксане.
Соединение неустойчиво и начинает разлагаться (темнеть) уже при температуре 20°С.
Легко возгоняется в вакууме уже при комнатной температуре.

## Химические свойства
- В присутствии влаги легко полимеризуется и димеризуется:

{\displaystyle {\mathsf {S_{2}N_{2}\ {\xrightarrow[{}]{H_{2}O}}\ {\begin{matrix}{\mathsf {(SN)_{x}}}\\{\mathsf {S_{4}N_{4}}}\end{matrix}}}}}
в присутствии щелочей димеризация идёт мгновенно (бурная реакция).